# Geographie Berlins

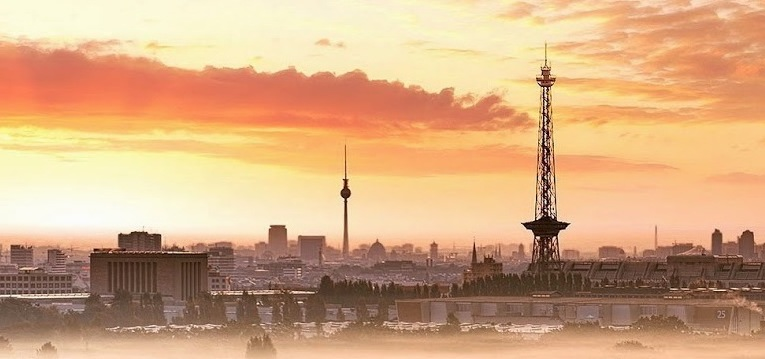
Die Stadtlandschaft von Berlin im Jahr 2014 (Blickrichtung vom Bezirk Charlottenburg-Wilmersdorf nach Osten)

Die Geographie Berlins ist die Beschreibung der physischen Beschaffenheit des Stadtgebietes von Berlin und seiner Umgebung sowie die hierdurch bedingte Wechselwirkung zwischen diesem Lebensraum und seinen Bewohnern.
Die Stadt befindet sich in einer gemäßigten Klimazone am Übergang vom maritimen zum kontinentalen Klima in Europa. Berlin ist das im Jahresdurchschnitt wärmste Bundesland in Deutschland. Neben den Flüssen Spree, Havel und Dahme liegen im Stadtgebiet kleinere Fließgewässer sowie zahlreiche Seen und Wälder.
Mit 892 Quadratkilometern ist Berlin die flächengrößte Gemeinde in Deutschland.

## Lage
Berlin befindet sich auf der Nordhalbkugel der Erde im Kontinent Europa. Die Metropole liegt im Nordosten der Bundesrepublik Deutschland, naturräumlich ist die Stadtregion Teil des Norddeutschen Tieflands.
Berlins Bezugspunkt, das Rote Rathaus, hat die geographische Lage: 52° 31′ 7″ nördliche Breite, 13° 24′ 30″ östliche Länge. Der Flächenschwerpunkt der Stadt liegt rund zwei Kilometer südlich davon im Ortsteil Kreuzberg (52° 30′ 10,4″ N, 13° 24′ 15,1″ O).

### Ausdehnung
Die Fläche Berlins beträgt seit dem Jahr 1990 rund 892 km². Die Stadt ist vollständig vom Land Brandenburg umgeben. Die größte Ausdehnung des Stadtgebiets in Ost-West-Richtung beträgt rund 45 Kilometer, in Nord-Süd-Richtung etwa 38 Kilometer. Die Stadtgrenze von Berlin hat eine Länge von rund 234 Kilometern.

### Zeitzone
Berlin ist, wie alle in mitteleuropäischen Staaten, der Zone der mitteleuropäischen Zeit (UTC + eine Stunde) zugeordnet. Diese wurde 1893 für ganz Deutschland gültig eingeführt.

## Physische Geographie

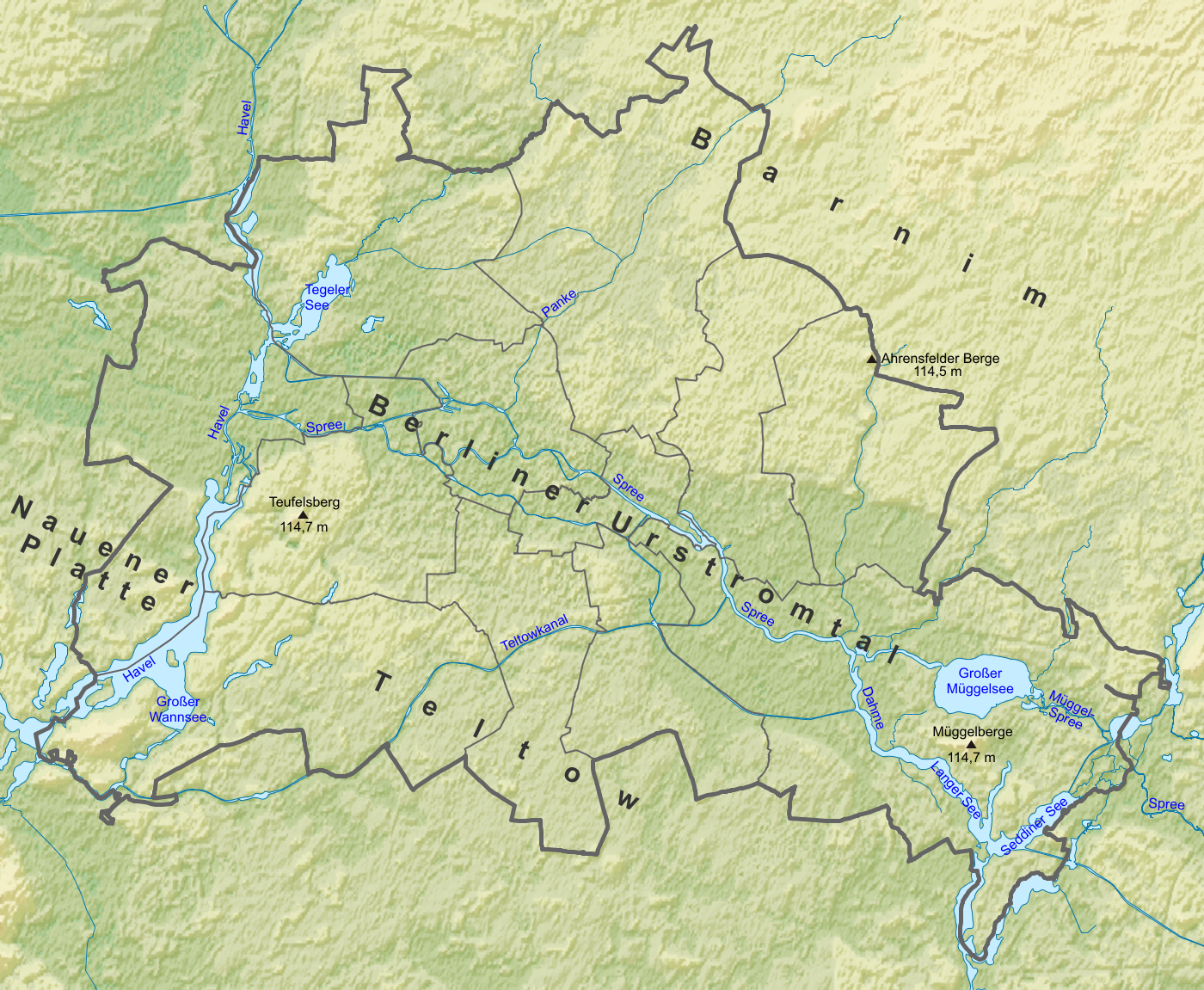
Reliefkarte von Berlin

### Topografie
Die Topografie Berlins und seiner Umgebung in Brandenburg entstand im Eiszeitalter während der jüngsten Vereisungsphase, der Weichsel-Eiszeit. Vor etwa 20.000 Jahren war das Gebiet Berlins vom mehrere 100 Meter mächtigen skandinavischen Eisschild bedeckt. Beim Rückschmelzen des Gletschers entstand vor etwa 18.000 Jahren das Berliner Urstromtal.
Das historische Zentrum der Stadt im heutigen Bezirk Mitte liegt im Berliner Urstromtal, das Berlin vom Südosten zum Nordwesten hin durchquert und von der Spree in Ost-West-Richtung durchflossen wird. Der nordöstliche Teil Berlins liegt auf der Hochebene des Barnim, knapp die Hälfte der Stadtfläche im südwestlichen Bereich liegt auf der Hochebene des Teltow. Der westlichste Bezirk, Spandau, verteilt sich auf das Berliner Urstromtal, das Brandenburg-Potsdamer Havelgebiet und die Zehdenick-Spandauer Havelniederung.

### Gewässer

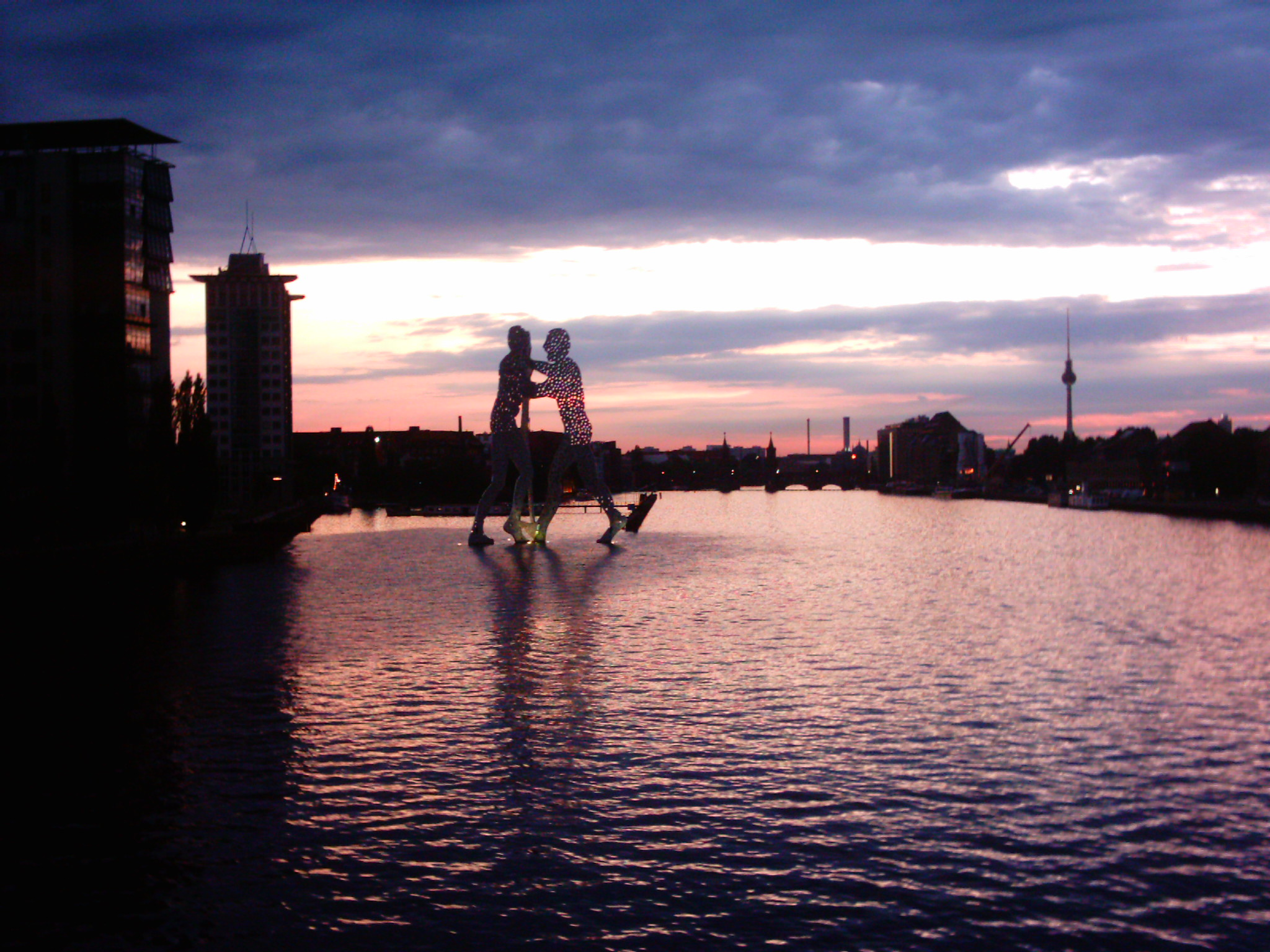
Die Spree in Treptow und Friedrichshain

Berlin hat zahlreiche Fließgewässer und Seen. Die Spree mündet in Spandau in die Havel, die den Westen Berlins in Nord-Süd-Richtung durchfließt. Berliner Nebenflüsse der Spree sind die Panke, die Dahme, die Wuhle und die Erpe. Der Flusslauf der Havel, ursprünglich eine glaziale Rinne, ähnelt dabei oft einer Seenlandschaft; die größten Ausbuchtungen bilden der Tegeler See und der Große Wannsee. Jeweils zum Teil in Berlin liegen die der Havel zufließenden Bäche Tegeler Fließ und Bäke. Größter See Berlins ist der Große Müggelsee in Treptow-Köpenick.

### Erhebungen
Die höchsten Erhebungen Berlins sind als höchste natürliche Bodenerhebung der Große Müggelberg (115 m ü. NHN) im Bezirk Treptow-Köpenick, die aus Bau-Abraum entstandenen Arkenberge (122 m ü. NHN) im Bezirk Pankow, der aus Trümmerschutt des Zweiten Weltkriegs aufgeschüttete Teufelsberg (120 m ü. NHN) im Bezirk Charlottenburg-Wilmersdorf und die Ahrensfelder Berge (114 m ü. NHN) im Landschaftspark Wuhletal im Bezirk Marzahn-Hellersdorf. Der tiefste Punkt Berlins liegt mit (28,1 m ü. NHN) am Spektesee im Bezirk Spandau.

### Klima

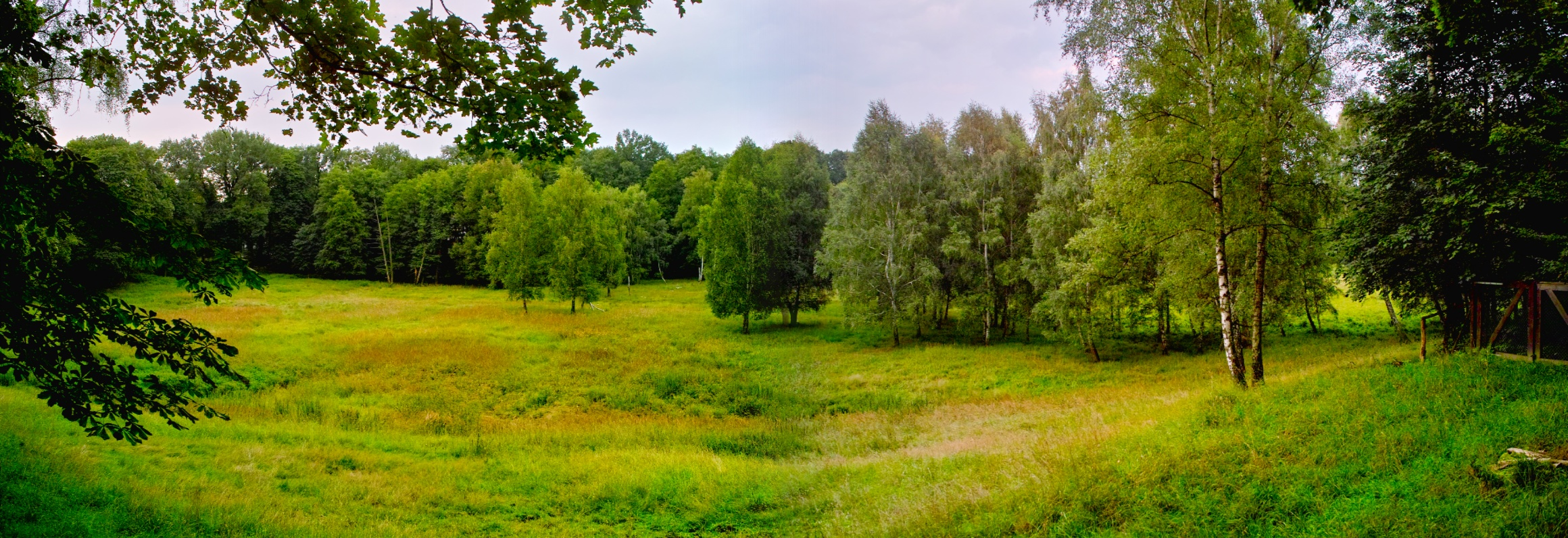
Der Grunewald im Sommer

Die Stadt befindet sich in der gemäßigten Klimazone am Übergang vom maritimen zum kontinentalen Klima. Die durchschnittliche Jahrestemperatur, gemessen in der Periode von 1908 bis 2020 in Dahlem, betrug 8,8 °C. Die mittlere jährliche Niederschlagsmenge beträgt 591 mm (Mittelwerte von 1981 bis 2010 vom Deutschen Wetterdienst).
Die wärmsten Monate sind Juli und August mit durchschnittlich 19,1 beziehungsweise 18,2 °C und der kälteste der Januar mit 0,6 °C im Mittel. Der bisherige Temperaturhöchstwert in Berlin wurde am 16. Juli 2007 mit einer Höchsttemperatur von 38,6 °C an der Station Kaniswall gemessen. Berlin-Brandenburg zählt zu den niederschlagärmsten Regionen in Deutschland.
Hinsichtlich der Windgeschwindigkeiten und der Windrichtungsverteilung ist ein zweigeteiltes Maximum zu verzeichnen. Demnach wird in Berlin am häufigsten Nordwest- und Südwestwind beobachtet, der besonders im Winter mit höheren Geschwindigkeiten verbunden ist und meist maritime, gut durchmischte und saubere Meeresluft herantransportiert. Das zweite Maximum aus Südost und Ost ist oft kennzeichnend für Hochdruckwetterlagen kontinentaler Luftmassen, was je nach Jahreszeit zu sehr heißen bzw. sehr kalten Tagen führen kann.
|                       | Jan  | Feb  | Mär  | Apr  | Mai  | Jun  | Jul  | Aug  | Sep  | Okt  | Nov  | Dez  |   |       |
| Mittl. Tagesmax. (°C) | 2,9  | 4,2  | 8,5  | 13,2 | 18,9 | 21,6 | 23,7 | 23,6 | 18,8 | 13,4 | 7,1  | 4,4  | ⌀ | 13,4  |
| Mittl. Tagesmin. (°C) | −1,9 | −1,5 | 1,3  | 4,2  | 9,0  | 12,3 | 14,3 | 14,1 | 10,6 | 6,4  | 2,2  | −0,4 | ⌀ | 5,9   |
|                       |      |      |      |      |      |      |      |      |      |      |      |      |   |       |
| Niederschlag (mm)     | 42,3 | 33,3 | 40,5 | 37,1 | 53,8 | 68,7 | 55,5 | 58,2 | 45,1 | 37,3 | 43,6 | 55,3 | Σ | 570,7 |
|                       |      |      |      |      |      |      |      |      |      |      |      |      |   |       |
| Regentage (d)         | 10,0 | 8,0  | 9,1  | 7,8  | 8,9  | 9,8  | 8,4  | 7,9  | 7,8  | 7,6  | 9,6  | 11,4 | Σ | 106,3 |

| −1,9 |

| −1,5 |

| 1,3 |

| 4,2 |

| 9,0 |

| 12,3 |

| 14,3 |

| 14,1 |

| 10,6 |

| 6,4 |

| 2,2 |

| −0,4 |

| −1,9 |

| −1,5 |

| 1,3 |

| 4,2 |

| 9,0 |

| 12,3 |

| 14,3 |

| 14,1 |

| 10,6 |

| 6,4 |

| 2,2 |

| −0,4 |

Die geringen Höhenunterschiede innerhalb der Stadt bewirken an sich ein eher homogenes Stadtklima. Die dichte Bebauung in der Stadt und den Bezirkszentren führt jedoch zu teilweise deutlichen Temperaturunterschieden im Vergleich zu großen innerstädtischen Freiflächen, insbesondere zu den ausgedehnten Landwirtschaftsflächen im Umland. Vor allem in Sommernächten werden Temperaturunterschiede von bis zu 10 °C gemessen.
|                        | Jan  | Feb  | Mär  | Apr  | Mai  | Jun  | Jul  | Aug  | Sep  | Okt  | Nov  | Dez  |   |       |
| Mittl. Temperatur (°C) | 2,1  | 3,2  | 5,8  | 10,7 | 15,0 | 19,6 | 20,3 | 21,2 | 16,1 | 10,9 | 6,4  | 4,6  | ⌀ | 11,4  |
| Mittl. Tagesmax. (°C)  | 4,3  | 6,6  | 9,7  | 16,0 | 20,3 | 25,2 | 25,6 | 26,9 | 21,5 | 14,3 | 9,1  | 6,9  | ⌀ | 15,6  |
| Mittl. Tagesmin. (°C)  | −0,3 | 0,1  | 2,0  | 5,2  | 9,1  | 14,0 | 15,1 | 15,6 | 11,1 | 7,4  | 3,5  | 2,2  | ⌀ | 7,1   |
|                        |      |      |      |      |      |      |      |      |      |      |      |      |   |       |
| Niederschlag (mm)      | 51,9 | 31,7 | 42,5 | 26,8 | 23,8 | 72,6 | 69,5 | 39,1 | 33,3 | 53,9 | 41,5 | 34,6 | Σ | 521,2 |
|                        |      |      |      |      |      |      |      |      |      |      |      |      |   |       |
| Sonnenstunden (h/d)    | 1,4  | 3,1  | 3,9  | 7,4  | 7,7  | 8,3  | 7,5  | 7,8  | 6,3  | 3,2  | 1,8  | 1,4  | ⌀ | 5     |

| −0,3 |

| 0,1 |

| 2,0 |

| 5,2 |

| 9,1 |

| 14,0 |

| 15,1 |

| 15,6 |

| 11,1 |

| 7,4 |

| 3,5 |

| 2,2 |

| −0,3 |

| 0,1 |

| 2,0 |

| 5,2 |

| 9,1 |

| 14,0 |

| 15,1 |

| 15,6 |

| 11,1 |

| 7,4 |

| 3,5 |

| 2,2 |

## Flora und Fauna

### Flora
Etwa 38,5 % des Stadtgebietes von Berlin bestanden im Jahr 2021 aus Grün- und Erholungsflächen. Zum Bestand zählen u. a. Parks, Wiesen, Wälder, Flüsse, Seen, Kanäle, Spielplätze, öffentliche Gärten, Grünflächen auf Straßenland, Grünflächen an Schulen, Kindertagesstätten und anderen öffentlichen Gebäuden, Kleingartenanlagen, Sportanlagen, Freibäder und Friedhöfe.
Im Jahr 2012 „säumten 439.971 Bäume die Straßen“. Die am häufigsten gepflanzten Arten sind Laubbäume wie Linden, Ahorn, Eichen, Platanen und Kastanien. Sie machen rund 75 % der Berliner Straßenbäume aus (Stand: 2022). Der berlintypischste Straßenbaum ist die Linde. Durch den geringen Anteil an immergrünen Pflanzen in der Metropole verändert sich das Stadtbild innerhalb der vegetationsreichen und -armen Jahreszeit erheblich.
Die große Anzahl kleinerer Freiflächen, besonders aber auch die großen innerstädtischen Grünflächen, wie der Große Tiergarten, der Grunewald und der ehemalige Flughafen Tempelhof mit der Hasenheide erzeugen durch ein Temperaturgefälle mit der bebauten wärmeren Umgebung einen Luftaustausch.

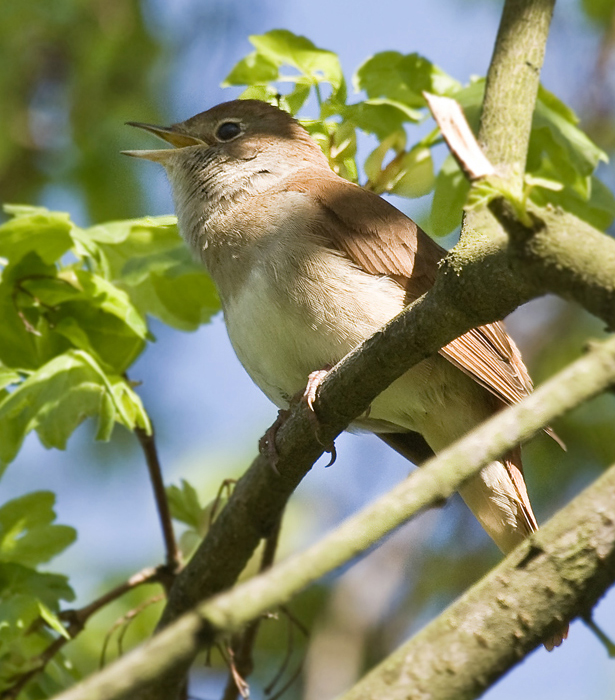
Nachtigall in Berlin

### Fauna
Im Berliner Stadtgebiet leben rund 50 Säugetier- und etwa 180 Vogelarten. In den städtischen Gewässern halten sich ganzjährig zahlreiche Fischarten und Amphibien auf. 
Zu den größten dauerhaft in Berlin wohnenden Arten zählen u. a. Wildschweine, Rotwild, Füchse, Biber, Waschbären, Dachse, Kaninchen, Marder, Igel, Kraniche, Ringeltauben, Krähen, Habichte, Zander, Hechte, und Welse. Im Jahr 2020 wurde das erste Mal seit über 100 Jahren ein freilebender Wolf auf dem Stadtgebiet beobachtet.

### Naturschutzgebiete
In Berlin gab es im Jahr 2018 insgesamt 43 Naturschutzgebiete mit einer Gesamtfläche von 2668 Hektar; das entspricht rund 3,0 % der Landesfläche.
Hinzu kommen 56 Landschaftsschutzgebiete, die weitere 14 % der Landesfläche einnehmen. Außerdem haben die Bezirke Pankow und Reinickendorf einen Flächenanteil von 5,4 % am länderübergreifenden, 75.000 Hektar umfassenden Naturpark Barnim.
In Berlin sind 13 Wasserschutzgebiete auf einer Fläche von rund 212 km² durch Wasserschutzgebietsverordnungen ausgewiesen (Stand: 2018). Im Verhältnis zur Gesamtstadtfläche von rund 890 km² sind damit etwa ein Viertel des Stadtgebietes als Wasserschutzgebiete ausgewiesen.

## Umwelt

### Siedlungsabfall
Die Berliner Siedlungsabfälle stammen zu etwa 80 % aus Haushalten, die restlichen 20 % aus dem gewerblichen Bereich (inkl. Straßenreinigung). In Berlin fielen im Jahr 2017 etwa 828.000 Tonnen Restmüll aus Privathaushalten an. Pro Kopf waren das 225 kg (Deutschland 2018: 455 kg Hausmüll pro Kopf).
Mit einem Jahresdurchsatz von mehr als einer halben Million Tonnen wird der größte Teil des in Berlin anfallenden Hausmülls im BSR-Müllheizkraftwerk in Ruhleben bei Temperaturen über 850 °C thermisch behandelt.
Die dabei entstehende Wärmeenergie wird als Hochdruckheißdampf zum benachbarten Kraftwerk Reuter geleitet und dort mittels Kraft-Wärme-Kopplung genutzt. Mehr als 720.000 Megawattstunden (MWh) kommen jährlich zusammen, die sich auf 188.000 MWh Strom und 534.000 MWh Fernwärme verteilen.

### CO2-Emissionen

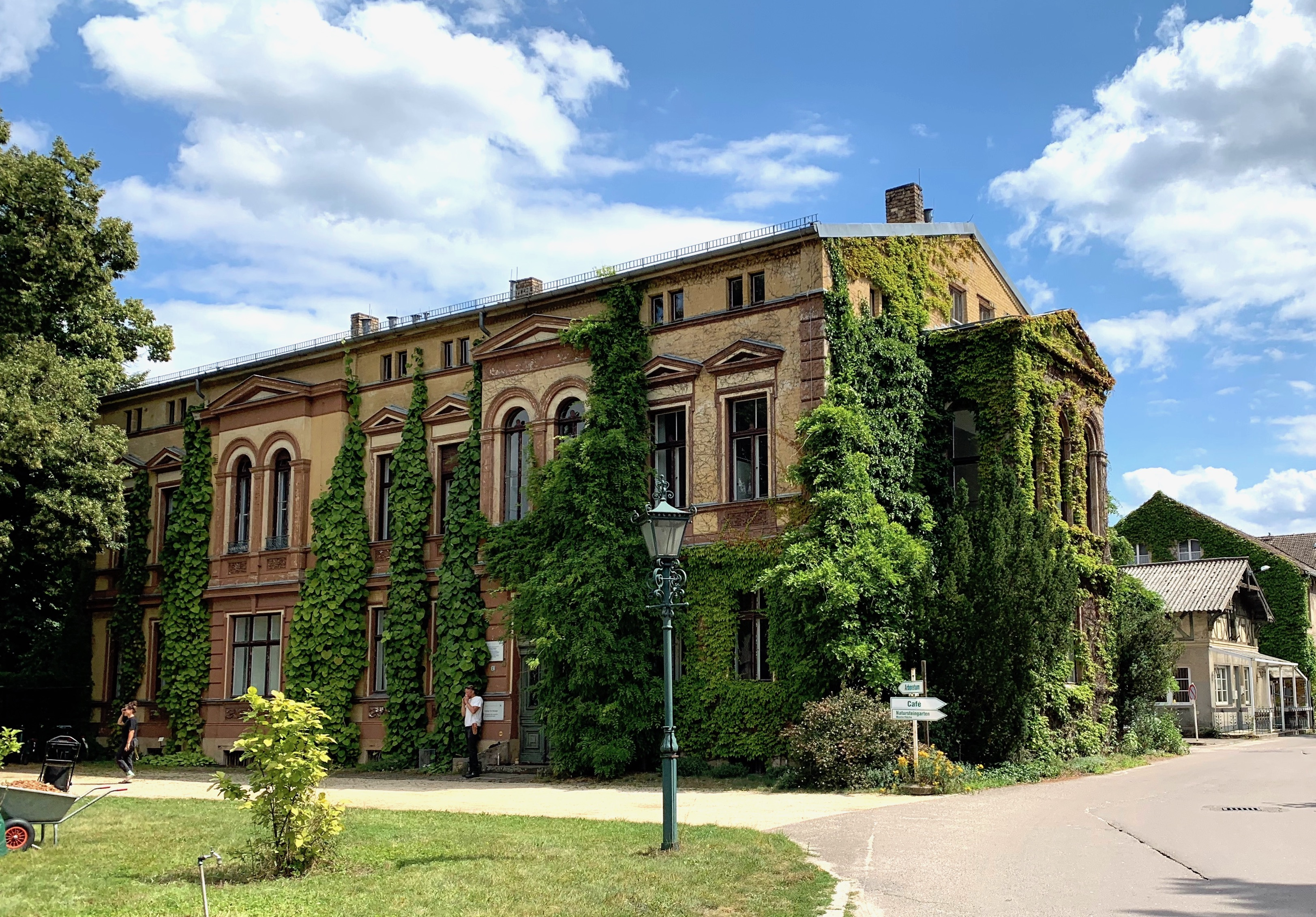
CO_{2} absorbierende Fassadenbegrünung des Biologie-Instituts der HU Berlin

Hochdruckwetterlagen waren zwischen 1970 und 1990 kennzeichnend für Smog-Situationen, da sich die in der Stadt produzierten Schadstoffe (vor allem aus dem Ofenbrand und den Autoabgasen) aufgrund der austauscharmen Witterung nicht verflüchtigen konnten. Der starke Rückgang der Ofenheizung und das Aufkommen der Abgasfilter und Fahrzeugkatalysatoren in den 1990er Jahren haben dieses Problem deutlich verringert.
Laut Statistik-Landesamt emittiert Berlin 2016 insgesamt etwa 20 Millionen Tonnen CO2. 2017 emittierte Berlin 4,4 t CO2 pro Kopf und Jahr (Deutschland: 8,9 t CO2).
Das Land Berlin strebt seit dem Jahr 2019 an, bis 2050 eine klimaneutrale Stadt zu werden. In diesem Zusammenhang hat Berlin 2017 ein Energie- und Klimaschutzprogramm 2030 (BEK 2030) verabschiedet und erarbeitet einen Masterplan Solarcity.
2019 wurde in einer Studie der Hochschule für Technik und Wirtschaft Berlin die Verteilung des solaren Dachflächenpotenzials im städtischen Gebäudebestand evaluiert. Demnach sei entsprechend dem Berliner Energie- und Klimaschutzprogramm 2030 (BEK 2030) „möglichst schnell ein Viertel der Berliner Stromversorgung durch Solarenergie zu decken.“

### Wasseraufbereitung
Die Wasserversorgung Berlins wird durch die neun Wasserwerke Beelitzhof, Friedrichshagen, Kaulsdorf, Kladow, Spandau, Stolpe, Tegel, Tiefwerder und Wuhlheide sichergestellt, die von der Berliner Wasserbetriebe (AöR) betrieben werden.
Aufgrund der geringeren Grundwasserentnahme kam es in Teilen des Urstromtals zwischen 2008 und 2011 zu einem deutlichen Anstieg des Grundwasserspiegels. Vor allem in der Nähe der Wasserwerke verursachte dies Vernässungsschäden an Gebäuden. Pro Tag werden durchschnittlich 585.000 m³ Trinkwasser bereitgestellt und rund 602.000 m³ Abwasser abgeleitet.
Über das rund 9500 km lange stadtweite Kanalsystem gelangen die Abwasser in sechs Großklärwerke.

### Lärmquellen
In der Großstadt Berlin sind zahlreiche Lärmquellen zu unterschiedlichen Tageszeiten präsent. Zu den Hauptverursachern von Lärm im öffentlichen Raum zählen der durch Verbrennermotoren angetriebene Straßen- und Schiffsverkehr. Der hohe Anteil an bepflastertem Straßenraum ist ebenfalls ein Verursacher.
Weitere Lärmquellen sind u. a. der Straßenbahnverkehr und im geringeren Maße der Industrielärm.

## Bebauung

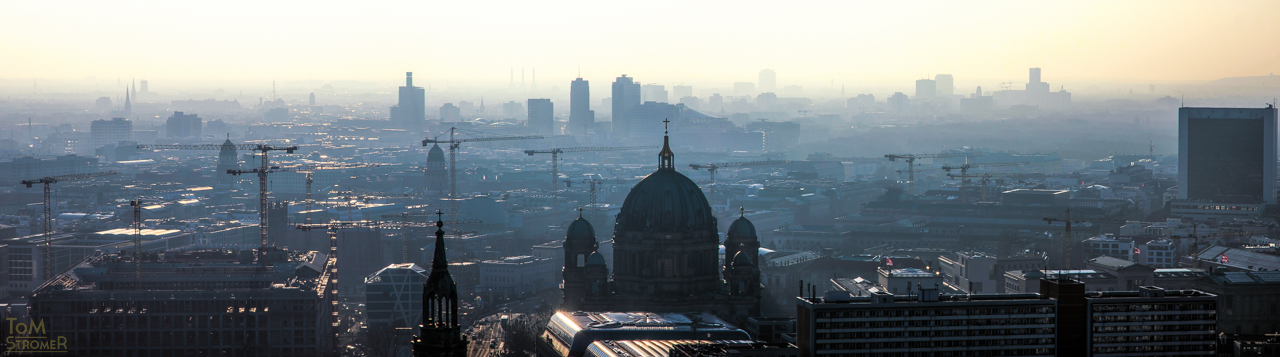
Das urbanisierte Stadtzentrum von Berlin, 2015 (Blickrichtung vom Bezirk Mitte nach Westen)

Bebauter Stadtraum (grau), 2014

Die Anzahl der Wohnungen in Wohn- und Nichtwohngebäuden in Berlin betrug im Jahr 1991 etwa 1,72 Millionen. 2016 gab es etwa 1,92 Millionen Wohnungen in der Stadt.

### Höchste Gebäude
In Berlin standen im Jahr 2020 insgesamt 341 Häuser mit einer Höhe von mindestens 50 Metern.
| Rang | Name                                                   | Bild | Höhe (m) | Baujahr   |
| ---- | ------------------------------------------------------ | ---- | -------- | --------- |
| 1    | Treptowers                                             |      | 125      | 1995–1998 |
| 1    | Park Inn by Radisson Berlin Alexanderplatz             |      | 123      | 1967–1969 |
| 3    | Steglitzer Kreisel (entkernter Baukörper, Stand: 2023) |      | 120      | 1968–1980 |
| 4    | Upper West                                             |      | 119      | 2013–2017 |
| 5    | Zoofenster                                             |      | 119      | 2012      |

### Höchste Bauwerke
Das höchste Bauwerk Berlins ist der Fernsehturm mit 368 Metern. Er ist auch das höchste Bauwerk Deutschlands und das zweithöchste freistehende Bauwerk der Europäischen Union.
| Bauwerk                   | Bezirk                     | Standort | Höhe in Meter | Bauzeit   |
| ------------------------- | -------------------------- | -------- | ------------- | --------- |
| Berliner Fernsehturm      | Mitte                      | Mitte    | 368           | 1965–1969 |
| Sendemast Scholzplatz     | Charlottenburg-Wilmersdorf | Westend  | 230           | 1963      |
| Fernmeldeturm Schäferberg | Steglitz-Zehlendorf        | Wannsee  | 212           | 1961–1964 |
| Funkturm                  | Charlottenburg-Wilmersdorf | Westend  | 147           | 1924–1926 |

## Humangeographie
Der Stadtstaat Berlin ist eines von 16 Ländern Deutschlands. Mit rund 3,7 Millionen Einwohnern im Jahr 2020 ist Berlin die bevölkerungsreichste Metropole des Landes und der Europäischen Union.

### Politische Gliederung
Berlin gliedert sich gemäß der Verfassung von Berlin in zwölf Bezirke. Diese unterteilen sich wiederum in 97 Ortsteile, wobei die Berliner Verfassung lediglich eine Einteilung in Bezirke kennt. Die Ortsteile stellen zwar keine Verwaltungseinheiten dar, bilden aber die Grundlage amtlicher Ortsangaben und haben deshalb administrative Grenzen.
Mit dem Groß-Berlin-Gesetz wurden 1920 acht Städte sowie 59 Landgemeinden und 27 Gutsbezirke zusammengefasst. Das neue Groß-Berlin umfasste ursprünglich 20 Bezirke mit damals 94 Ortsteilen, die mit unveränderten Grenzverläufen den vorherigen Gliederungen entsprachen. Von diesen 20 Bezirken lagen nach der Teilung der Stadt zwölf in West- und acht in Ost-Berlin.
Anlässlich der Schaffung von Neubaugebieten am östlichen Stadtrand wurde – ohne Eingemeindungen – die Zahl der Bezirke in Ost-Berlin durch Ausgründungen zwischen 1979 und 1986 auf elf erhöht. Die Aufteilung in West-Berlin blieb unverändert (bis auf einen Gebietsaustausch im Jahr 1945, als der Ostteil von Groß Glienicke im Austausch gegen West-Staaken zu Berlin kam und der 95. Ortsteil wurde).
Das wiedervereinte Berlin zählte 1990 zunächst 23 Bezirke. Im Gebietsreformgesetz von 1998 wurde deren Zahl dann zum 1. Januar 2001 durch Bezirksfusionen schließlich auf zwölf reduziert. Die Zahl und der Zuschnitt der Ortsteile wurden während der letzten Jahrzehnte ebenfalls mehrfach geändert.
| Nr. | Bezirk von Berlin          | Einwohner | Fläche in km² | Einwohner pro km² |
| --- | -------------------------- | --------- | ------------- | ----------------- |
| 1.  | Mitte                      | 364.530   | 039,47        | 08.780            |
| 2.  | Friedrichshain-Kreuzberg   | 266.583   | 020,34        | 13.818            |
| 3.  | Pankow                     | 409.453   | 103,07        | 03.705            |
| 4.  | Charlottenburg-Wilmersdorf | 323.507   | 064,72        | 05.065            |
| 5.  | Spandau                    | 246.257   | 091,87        | 02.519            |
| 6.  | Steglitz-Zehlendorf        | 295.786   | 102,56        | 02.927            |
| 7.  | Tempelhof-Schöneberg       | 337.361   | 053,10        | 06.334            |
| 8.  | Neukölln                   | 307.113   | 044,93        | 07.187            |
| 9.  | Treptow-Köpenick           | 288.802   | 168,42        | 01.466            |
| 10. | Marzahn-Hellersdorf        | 282.847   | 061,78        | 04.141            |
| 11. | Lichtenberg                | 302.726   | 052,12        | 05.134            |
| 12. | Reinickendorf              | 260.300   | 089,31        | 02.764            |
|     | Land Berlin (gesamt)       | 3.685.265 | 891,68        | 03.973            |

### Nachbarstädte und -gemeinden
Berlin ist vollständig vom Land Brandenburg umschlossen und grenzt dabei an acht Landkreise und eine kreisfreie Stadt mit den folgenden sieben Städten und 20 ländlichen Gemeinden (Auflistung im Uhrzeigersinn, im Nordosten beginnend):

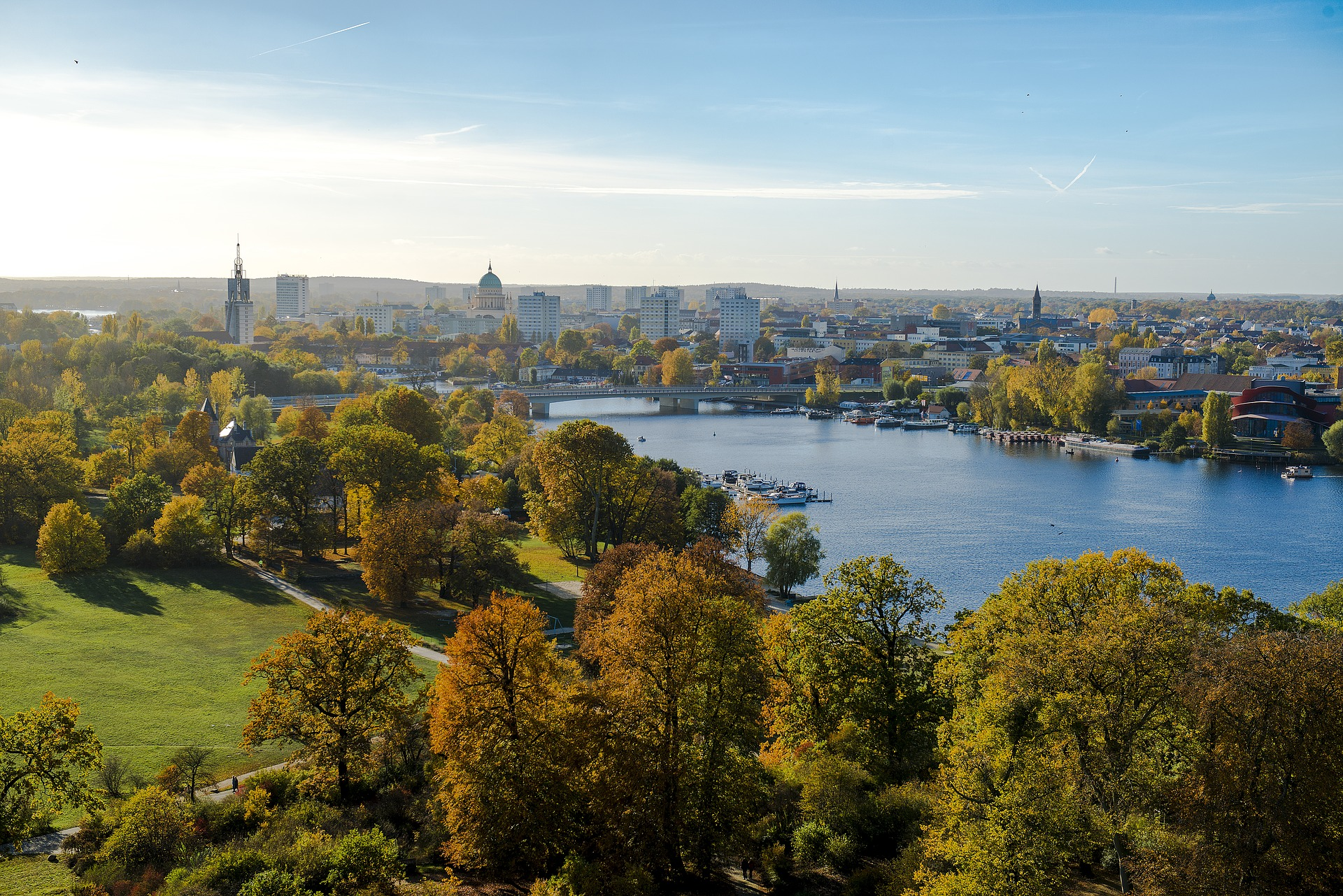
Die Stadt Potsdam an der Havel

| Landkreis                    | Städte und Gemeinden                                                                |
| ---------------------------- | ----------------------------------------------------------------------------------- |
| Landkreis Barnim             | Wandlitz, Panketal, Ahrensfelde                                                     |
| Landkreis Märkisch-Oderland  | Hoppegarten, Neuenhagen bei Berlin                                                  |
| Landkreis Oder-Spree         | Schöneiche bei Berlin, Woltersdorf, Erkner (Stadt), Gosen-Neu Zittau                |
| Landkreis Dahme-Spreewald    | Königs Wusterhausen (Stadt), Zeuthen, Eichwalde, Schulzendorf, Schönefeld           |
| Landkreis Teltow-Fläming     | Blankenfelde-Mahlow, Großbeeren                                                     |
| Landkreis Potsdam-Mittelmark | Teltow (Stadt), Kleinmachnow, Stahnsdorf                                            |
| (kreisfreie Stadt)           | Potsdam (Stadt)                                                                     |
| Landkreis Havelland          | Dallgow-Döberitz, Falkensee (Stadt), Schönwalde-Glien                               |
| Landkreis Oberhavel          | Hennigsdorf (Stadt), Hohen Neuendorf (Stadt), Mühlenbecker Land, Glienicke/Nordbahn |

### Agglomeration

Die Agglomeration Berlin (dunkelgelb) innerhalb der Metropolregion Berlin/Brandenburg

Die Agglomeration Berlin besteht aus der Stadt Berlin und 50 weiteren Städten und Gemeinden des angrenzenden Umlands, die im Landesentwicklungsplan Berlin-Brandenburg 2009 festgelegt sind. Der Stadt-Umland-Zusammenhang hat eine Bevölkerung von 4,47 Millionen Einwohnern (Stand: 31. Dezember 2015) auf einer Fläche von 3743,21 km². Die Bevölkerungsdichte beträgt 1194 Einwohner pro km². Das Gebiet hat einen Radius von rund 35 Kilometern und weist eine leicht wachsende Bevölkerungsentwicklung auf. Außerhalb der Stadt Berlin leben dort etwa 950.000 Einwohner auf einem Gebiet von 2851,46 km².

### Metropolregion
Das Land Berlin und das Land Brandenburg bilden wirtschaftsgeografisch die europäische Metropolregion Berlin/Brandenburg. In dem Ballungsraum leben etwa sechs Millionen Einwohner.

### Weltstadt
Berlin zählt aufgrund seiner infrastrukturellen, demografischen, kulturellen, wissenschaftlichen und politischen Bedeutung zu den weltweit stark vernetzten Metropolen. Mehrere international angelegte Studien zählen den Standort zu den Weltstädten.